# Sunday Mba
Sunday Mba (ur. 28 listopada 1988 w Abie) – nigeryjski piłkarz grający na pozycji pomocnika.

## Kariera klubowa
W latach 2005–2013 występował w Nigeria Premier League, reprezentując w tym czasie barwy zespołów Enyimba FC, Enugu Rangers, Dolphins FC oraz Warri Wolves. Wraz z Enyimba zdobył w 2005 mistrzostwo Nigerii oraz Puchar Nigerii. Następnie był zawodnikiem francuskiej drużyny CA Bastia, z którą w sezonie 2014/2015 spadł z Ligue 2 do Championnat National. Grał też w tureckim drugoligowym zespole Yeni Malatyaspor.

## Kariera reprezentacyjna
W reprezentacji Nigerii zadebiutował w 2012. Dostał powołanie na Puchar Narodów Afryki 2013.